# 監視飛行船

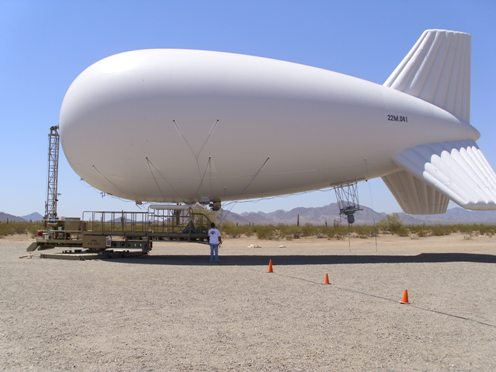

監視飛行船（かんしひこうせん、英語: Surveillance blimp）は、空中早期警戒機の一種であり、通常、係留プラットフォーム、通信、および情報処理を含むシステムのアクティブな部分として機能する。システムの例には、米国のJLENSとイスラエルのAeronautics Defense Skystar 300が含まれる。